# Đurakovo
Đurakovo (cyr. Ђураково) – wieś w Serbii, w okręgu braniczewskim, w gminie Veliko Gradište. W 2011 roku liczyła 235 mieszkańców.